# Türksyb
Türksyb (kaz. Түрксіб ауданы) – jeden z ośmiu dystryktów Ałmaty, znajdujący się w północno-wschodniej części miasta. W 2019 roku dystrykt zamieszkiwało 235 357 osób.

## Demografia
W 2019 roku dystrykt Türksyb był zamieszkiwany przez 235 357 osób; pod względem liczebności był zamieszkany najwięcej przez Kazachów, Rosjan i Ujgurów.

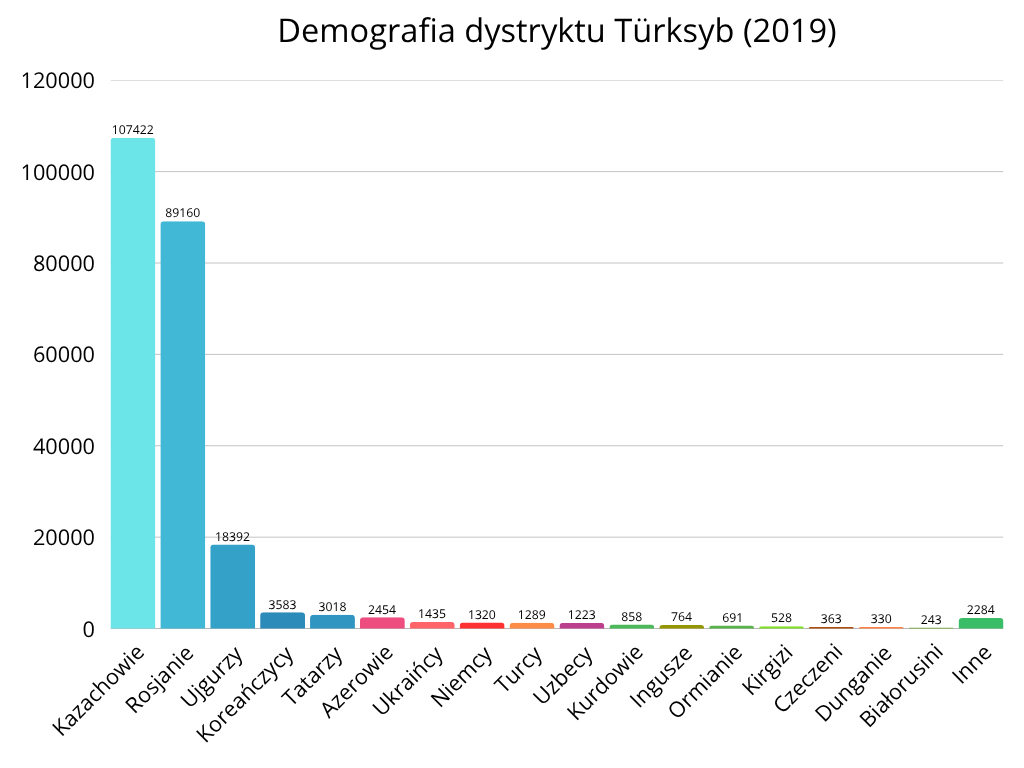